# Пловећа батерија
Пловећа батерија (енгл. floating battery) је обални оклопљени брод или пловно средство са сопственим погоном или без њега, јаког артиљеријског наоружања, низак и малог газа. У почетку намењен за заштиту и опсаду приморских утврђења, а касније за подршку јединица у приобалним морским подручјима и на унутрашњим пловним путевима.

## Историја
Пловећа батерија појављује се у 16. веку. Употребио ју је вицекраљ Сицилије Гарсија ди Толедо 1550 у походу на Тунис. Састојала се од две бочно привезане галије, покривене дрвеним платформама и наоружане са по 4 топа.
До значајније примене пловећих батерија дошло је 1781. при нападу Шпанаца на Гибралтар. Њихове пловеће батерије конструисао је француски инжињеријски пуковник д'Арсон. Биле су слабих поморачких својстава и депласмана 1.400 т. Бокови су им споља били заштићени даскама, врећама песка и кожом, а да би се заштитили од ватрених ђулади, натапани су водом. Уз бокове имале су канале испуњене водом. Од 10 изграђених, 5 је било наоружано са 18-24 топа у две батерије, а 5 са по 6-11 топова у једној. Сви топови били су распоређени на једном боку - на другом је био баласт као противтежа. Тих 10 пловећих батерија могло је одједном да испали плотун од 152 ђулета.
У аустро-турским ратовима 1736-39. и 1788-90, Аустријанци са са пловећим батеријама (наоружане са по 4 топа) запречавали пловидбу на Дунаву, а у рату 1799. Французи су затворили пловне канале од Зеланда до Мезе и Рајне.

## Оклопне пловеће батерије
У борби против утврђења Кинбурна, Французи су у Кримском рату (1855) први пут употребили 3 оклопне пловеће батерије на парни погон - били су то први оклопни ратни бродови. Биле су састављене од великих понтона, депласмана 1.625 т, брзине 2.5 чвора (дотегљене су у Црно море), слабих поморачких својстава, наоружане са 16-18 топова од 50 фунти (500 мм). Оплата дебљине 200 мм била је обложена гвозденим плочама од 100 мм (за заштиту артиљерије). Издржале су велики број погодака уз мало оштећење, иако су се обалским утврђењима приближиле до на 600м (ратни бродови до тада нису прилазили утврђењима ближе од 1.600 м).
Сличним пловећим батеријама располагале су у другој половини 19. века Италија, Русија, Кина и Бразил.

### Карактеристике
Пловеће батерије са властитим погоном брзине до 6 чворова биле су наоружане са 2 топа калибра 381 или 305 мм, или више топова калибра 254, 190, 152 и 76 мм, а без властитог погона грађене су од понтона, наоружане са 2 топа 76, 120 или 152 мм.

### Укидање
Усавршавањем обалске артиљерије и појавом обалских оклопњача, пловеће батерије постепено губе значај и нестају из састава РМ. У Првом светском рату употребили су их једино Италијани за подршку КоВ у лагунама Венеције, у ушћу Соче и Пијаве, а у Другом светском рату румунска речна ратна флотила је имала у свом саставу 3 пловеће батерије са по 8 оруђа од 152 мм.